# Malarina
Genre
Malarina est un genre d'araignées aranéomorphes de la famille des Stiphidiidae.

## Distribution
Les espèces de ce genre sont endémiques du Queensland en Australie.

## Liste des espèces
Selon World Spider Catalog (version 17.0, 15/05/2016) :
- Malarina cardwell Davies & Lambkin, 2000
- Malarina collina Davies & Lambkin, 2000
- Malarina masseyensis Davies & Lambkin, 2000
- Malarina monteithi Davies & Lambkin, 2000

## Publication originale
- Davies & Lambkin, 2000 : Malarina, a new spider genus (Araneae: Amaurobioidea: Kababinae) from the wet tropics of Queensland, Australia. Memoirs of the Queensland Museum, vol. 45, p. 273-283 (texte intégral).